# NK Čelik Zenica
NK Čelik Zenica este un club de fotbal din Zenica, Bosnia și Herțegovina.

## Lotul actual de jucători
| Nr. |                       | Poziție | Jucător            |
| --- | --------------------- | ------- | ------------------ |
| 2   | Bosnia și Herțegovina | P       | Luka Bilobrk       |
| 3   | Bosnia și Herțegovina | P       | Amel Pjanic        |
| 5   | Bosnia și Herțegovina | F       | Elvis Sadiković    |
| 6   | Bosnia și Herțegovina | F       | Semjon Milošević   |
| 7   | Bosnia și Herțegovina | F       | Mehmedalija Čović  |
| 8   | Bosnia și Herțegovina | F       | Aladin Isaković    |
| 9   | Bosnia și Herțegovina | F       | Sanel Alić         |
| 10  | Bosnia și Herțegovina | F       | Kenan Stupar       |
| 11  | Bosnia și Herțegovina | F       | Zoran Brković      |
| 11  | Bosnia și Herțegovina | F       | Kenan Nemeljaković |
| 12  | Bosnia și Herțegovina | M       | Adnan Zahirović    |
| 13  | Bosnia și Herțegovina | M       | Kenan Horić        |

| Nr. |                       | Poziție | Jucător        |
| --- | --------------------- | ------- | -------------- |
| 14  | Bosnia și Herțegovina | M       | Dario Purić    |
| 15  | Bosnia și Herțegovina | M       | Samir Duro     |
| 16  | Bosnia și Herțegovina | M       | Armin Kapetan  |
| 17  | Bosnia și Herțegovina | M       | Ermin Gadžo    |
| 18  | Bosnia și Herțegovina | M       | Aldin Šišić    |
| 19  | Bosnia și Herțegovina | M       | Armin Arnaut   |
| 20  | Bosnia și Herțegovina | M       | Nermin Jamak   |
| 21  | Bosnia și Herțegovina | M       | Haris Dilaver  |
| 23  | Bosnia și Herțegovina | A       | Eldin Adilović |
| 24  | Bosnia și Herțegovina | A       | Adin Džafić    |
| 27  | Bosnia și Herțegovina | A       | Emir Obuća     |
| 28  | Bosnia și Herțegovina | A       | Jasmin Smriko  |

## Jucători notabili
| - Dušan Alempić - Enes Bešić - Marin Bloudek - Elvir Bolić - Mehmed Buza - Slobodan Doganžić - Ivan Fileš - Vinko Galić - Mirsad Galijašević - Mate Gavran - Mirza Golubica - Dragoljub Golubović - Jasmin Gradinčić - Edin Hadžialagić - Kemal Hafizović - Jasmin Hajduk - Branislav Karač | - Josip Lalić - Milenko Manislavić - Zoran Milidrag - Darko Nestorović - Goran Peleš - Svetislav Perduv - Mehmed Pintol - Sead Preldžić - Rajko Prodanović - Rade Radulović - Muhamed Ramakić - Petar Rašić - Alojz Renić - Fadil Talić - Milojica Tripković - Momčilo Vujačić - Ibrahim Zukanović |